# Nikołaj Wołodczenko
Nikołaj Gierasimowicz Wołodczenko (ros. Николай Герасимович Володченко, ur. 8 listopada?/20 listopada 1862 w Petersburgu, zm. 1945) – rosyjski wojskowy, Generał porucznik, uczestnik wojny domowej w Rosji.

## Życiorys
Ukończył 3 Gimnazjum wojskowe w Petersburgu i Michajłowską Szkołę Wojskową. Oficer od 1883 roku. W roku 1892 ukończył Nikołajewską Akademię Sztabu Generalnego; następnie dowodził szwadronem, służył w sztabie dywizji kawalerii, a od kwietnia 1899 służył w sztabie Wileńskiego Okręgu Wojskowego. Od roku 1901 oficer do zleceń specjalnych w sztabie Wileńskiego OW.
Uczestnik wojny rosyjsko-japońskiej 1904-1905. Początkowo szef taborów 2 Armii Mandżurskiej. Za zasługi bojowe wyróżniony złotą szablą. Po zakończeniu wojny, od października 1905 roku, szef sztabu Samodzielnego Korpusu Straży Granicznej Amurskiego Okręgu. 14 lipca 1909 roku mianowany gienierał-majorem.
W czasie mobilizacji przed wybuchem I wojny światowej wyznaczony na dowódcę brygady w 5 Dońskiej Dywizji Kozaków. Od kwietnia 1915 roku dowódca 16 Dywizji Kawalerii. W czasie bitwy pod Gorlicami w rejonie Gorlice-Tarnów dowodził Zbiornym Korpusem Kawalerii 3 Armii. 13 czerwca 1915 mianowany generałem porucznikiem.
Po rewolucji lutowej 1917, od kwietnia dowódca 46 KA w Armii Specjalnej. Po wystąpieniu gen. Ławrentija Korniłowa 9 września zamienił na stanowisku naczelnego dowódcy Frontu Południowo-Zachodniego gen. Fiodora J. Ogorodnikowa. 
Po dojściu do władzy bolszewików 26 października wszedł w skład Komitetu Ocalenia Rewolucji Frontu Południowo-Zachodniego. 5 listopada w Berdyczowie podpisał układ z Radą Ukraińską, na podstawie której przekazał jej kontrolę i kierowanie tyłami rejonu Frontu. 
Po przejęciu władzy w Radach Robotniczych i Żołnierskich przez bolszewików w armiach Frontu 24 listopada 1917 roku przekazał dowództwo Frontu. Pozostawił w grudniu Stawkę i wyjechał do Odessy. 
W roku 1919 Wołodczenko wyjechał na Daleki Wschód, gdzie początkowo działał w armii Frontu Zachodniego, a następnie był dowódcą ochronnych sił policyjnych Kolei Wschodniochińskiej.
Po zwycięstwie bolszewików w wojnie domowej zamieszkał w Harbinie; opublikował pewną liczbę artykułów w liczącym się piśmie historyczno-publicystycznym emigracji rosyjskiej „Czasowoj”. 24 września 1945 roku, po zajęciu Mandżurii przez Armię Czerwoną został aresztowany przez organa Smierszu i oskarżony o działalność antysowiecką. Zamordowany prawdopodobnie w trakcie śledztwa pod koniec roku. Był odznaczony Orderem Świętego Jerzego IV klasy, Orderem Świętego Włodzimierza III i IV klasy, Orderem Świętej Anny I, II i III klasy, Orderem Świętego Stanisława I, II i III klasy, Złotą Szablą z napisem "Za Odwagę", Medalem "Na pamiątkę koronacji Cesarza Mikołaja II", Medalem Pamiątkowym za Wojnę Rosyjsko-Japońską", Medalem "Z okazji 300-lecia Panowania Domu Romanowów".
22 listopada 1999 roku został pośmiertnie, przez sąd w Omsku, zrehabilitowany.